# Springtail EFV-4
Springtail EFV-4 (Exoskeleton Flying Vehicle) — летательный аппарат 4-го поколения персональной авиации, выпущенный фирмой Trek Aerospace в 2005 г.

## Тактико-технические характеристики
- Двигатель — ротационный, 115 л.с.;
- высота — 2,5 м;
- ширина — 2,9 м;
- глубина — 1,6 м;
- вес(пустой/загруженный) — 160/270 кг;
- топливные баки — 39 л;
- скорость(крейсерская/максимальная) — 80,4/96,5 км/ч;
- максимальная высота полета — 1900 м;
- нормальная высота — 2-100 м;
- дальность — 100 км;
- продолжительность полета — 1,5 ч;
- максимальный взлетный вес — 330 кг.